# Бар-Булак
Бар-Булак (кирг. Бар-Булак) — село в Тонском районе Иссык-Кульской области Кыргызстана. Входит в состав Ак-Терекского аильного округа. Код СОАТЕ — 41702 220 805 03 0.

## Население
По данным переписи 2009 года, в селе проживало 655 человек.